# Adaios Alektryon
Adaios, dem man den Beinamen Alektryon gab (altgriechisch Ἀδαῖος ὁ Ἀλεκτρυών „Adaios der Hahn“; † 353 v. Chr. bei Kypsela, Thrakien), war ein Befehlshaber des makedonischen Königs Philipp II. Er unterlag im Jahre 353 v. Chr. einer athenischen Streitmacht unter Chares in der Schlacht bei Kypsela, in der er auch fiel.